# ATP Tour 500
Turneele ATP 500 (cunoscute anterior ca turneele ATP World Tour 500, ATP International Series Gold și ATP Championship Series) sunt o  serie de turnee de tenis oficiale care fac parte din ATP World Tour, situate ca importanță după cele patru turnee de Grand Slam, Turneul Campionilor la tenis și ATP Tour Masters 1000. Seria include 13 turnee, cu 500 de puncte de clasare acordate pentru campioni.
Este obligatoriu ca jucătorii principali să participe la cel puțin patru turnee ATP 500, inclusiv cel puțin unul după US Open; dacă joacă mai puțin de patru sau nu reușesc să joace într-unul după US Open, nu vor adăuga nici un punct la punctele din clasamentul categoriei.
Roger Federer deține recordul pentru majoritatea titlurilor de simplu (24), în timp ce Daniel Nestor deține recordul pentru majoritatea titlurilor de dublu câștigate (20).

## Turnee
| Turneu                     | Țară                  | Oraș             | Loc desfășurare                       | Fondat | Suprafață | Jucători | Inclus în ATP500 |
| -------------------------- | --------------------- | ---------------- | ------------------------------------- | ------ | --------- | -------- | ---------------- |
| Rotterdam Open             | Țările de Jos         | Rotterdam        | Rotterdam Ahoy                        | 1972   | Dură      | 32/16    | 1999             |
| Rio Open                   | Brazilia              | Rio de Janeiro   | Jockey Club Brasileiro                | 2014   | Zgură     | 32/16    | 2014             |
| Dubai Tennis Championships | Emiratele Arabe Unite | Dubai            | Aviation Club Tennis Centre           | 1993   | Dură      | 32/16    | 2001             |
| Mexican Open               | Mexic                 | Acapulco         | Fairmont Acapulco Princess            | 1993   | Dură      | 32/16    | 2001             |
| Barcelona Open             | Spania                | Barcelona        | Real Club de Tenis Barcelona          | 1953   | Zgură     | 48/16    | 1990             |
| Queen's Club Championships | Regatul Unit          | Londra           | Queen's Club                          | 1890   | Iarbă     | 32/16    | 2015             |
| Halle Open                 | Germania              | Halle            | Stadion Gerry Weber                   | 1993   | Iarbă     | 32/16    | 2015             |
| Hamburg European Open      | Germania              | Hamburg          | Am Rothenbaum                         | 1892   | Zgură     | 32/16    | 2009             |
| Washington Open            | Statele Unite         | Washington, D.C. | William H.G. FitzGerald Tennis Center | 1969   | Dură      | 48/16    | 1990             |
| China Open                 | China                 | Beijing          | National Tennis Center                | 1993   | Dură      | 32/16    | 2009             |
| Japan Open                 | Japonia               | Tokyo            | Ariake Coliseum                       | 1972   | Dură      | 32/16    | 1990             |
| Viena Open                 | Austria               | Viena            | Wiener Stadthalle                     | 1974   | Dură      | 32/16    | 2015             |
| Swiss Indoors              | Elveția               | Basel            | St. Jakobshalle                       | 1970   | Dură      | 32/16    | 2009             |

## Denumiri istorice
ATP Championship Series
2000–2008

ATP International Series Gold
2009–2018

ATP World Tour 500
2019–present

## Puncte ATP
| Probă           | C   | F   | SF  | QF | R16 | R32 | Q   | Q2  | Q1  |
| Simplu masculin | 500 | 300 | 180 | 90 | 45  | 20  | 10  | 4   | 0   |
| Dublu masculin  | 500 | 300 | 180 | 90 | 0   | N/A | N/A | N/A | N/A |

## Rezultate

### 2024
| Turneu         | Campion                              | Finalist                            | Scor             |
| -------------- | ------------------------------------ | ----------------------------------- | ---------------- |
| Rotterdam      | Jannik Sinner                        | Alex de Minaur                      | 7–5, 6–4         |
| Rotterdam      | Wesley Koolhof Nikola Mektić         | Robin Haase Botic van de Zandschulp | 6–3, 7–5         |
| Rio de Janeiro | Sebastián Báez                       | Mariano Navone                      | 6–2, 6–1         |
| Rio de Janeiro | Nicolás Barrientos Rafael Matos      | Alexander Erler Lucas Miedler       | 6–4, 6–3         |
| Dubai          | Ugo Humbert                          | Alexander Bublik                    | 6–4, 6–3         |
| Dubai          | Tallon Griekspoor Jan-Lennard Struff | Ivan Dodig Austin Krajicek          | 6–4, 4–6, [10–6] |
| Acapulco       | Alex de Minaur                       | Casper Ruud                         | 6–4, 6–4         |
| Acapulco       | Hugo Nys Jan Zieliński               | Santiago González Neal Skupski      | 6–3, 6–2         |

### 2023
| Turneu         | Campion                           | Finalist                          | Scor                   |
| -------------- | --------------------------------- | --------------------------------- | ---------------------- |
| Rotterdam      | Daniil Medvedev                   | Jannik Sinner                     | 5–7, 6–2, 6–2          |
| Rotterdam      | Ivan Dodig Austin Krajicek        | Rohan Bopanna Matthew Ebden       | 7–6(7–5), 2–6, [12–10] |
| Rio de Janeiro | Cameron Norrie                    | Carlos Alcaraz                    | 5–7, 6–4, 7–5          |
| Rio de Janeiro | Máximo González Andrés Molteni    | Juan Sebastián Cabal Marcelo Melo | 6–1, 7–6(7–3)          |
| Dubai          | Daniil Medvedev                   | Andrei Rubliov                    | 6–2, 6–2               |
| Dubai          | Maxime Cressy Fabrice Martin      | Lloyd Glasspool Harri Heliövaara  | 7–6(7–2), 6–4          |
| Acapulco       | Alex de Minaur                    | Tommy Paul                        | 3–6, 6–4, 6–1          |
| Acapulco       | Alexander Erler Lucas Miedler     | Nathaniel Lammons Jackson Withrow | 7–6(11–9), 7–6(7–3)    |
| Barcelona      | Carlos Alcaraz                    | Stefanos Tsitsipas                | 6–3, 6–4               |
| Barcelona      | Máximo González Andrés Molteni    | Wesley Koolhof Neal Skupski       | 6–3, 6–7(8–10), [10–4] |
| Halle          | Alexander Bublik                  | Andrei Rubliov                    | 6–3, 3–6, 6–3          |
| Halle          | Marcelo Melo John Peers           | Simone Bolelli Andrea Vavassori   | 7–6(7–3), 3–6, [10–6]  |
| Londra         | Carlos Alcaraz                    | Alex de Minaur                    | 6–4, 6–4               |
| Londra         | Ivan Dodig Austin Krajicek        | Taylor Fritz Jiří Lehečka         | 6–4, 6–7(5–7), [10–3]  |
| Hamburg        | Alexander Zverev                  | Laslo Djere                       | 7–5, 6–3               |
| Hamburg        | Kevin Krawietz Tim Pütz           | Sander Gillé Joran Vliegen        | 7–6(7–4), 6–3          |
| Washington     | Dan Evans                         | Tallon Griekspoor                 | 7–5, 6–3               |
| Washington     | Máximo González Andrés Molteni    | Mackenzie McDonald Ben Shelton    | 6–7(4–7), 6–2, [10–8]  |
| Astana         | Adrian Mannarino                  | Sebastian Korda                   | 4–6, 6–3, 6–2          |
| Astana         | Nathaniel Lammons Jackson Withrow | Mate Pavić John Peers             | 7–6(7–4), 7–6(9–7)     |
| Tokyo          | Ben Shelton                       | Aslan Karațev                     | 7–5, 6–1               |
| Tokyo          | Rinky Hijikata Max Purcell        | Jamie Murray Michael Venus        | 6–4, 6–1               |

## Statistici
| Cele mai multe titluri la simplu | Cele mai multe titluri la simplu | Cele mai multe titluri la simplu |
| Poz                              | Jucător                          | Titluri                          |
| -------------------------------- | -------------------------------- | -------------------------------- |
| 1.                               | Roger Federer                    | 24                               |
| 2.                               | Rafael Nadal                     | 23                               |
| 3.                               | Novak Djokovic                   | 15                               |
| 4.                               | Pete Sampras                     | 12                               |
| 5.                               | David Ferrer                     | 10                               |
| 6.                               | Boris Becker                     | 9                                |
| 6.                               | Juan Martín del Potro            | 9                                |
| 6.                               | Andy Murray                      | 9                                |
| 9.                               | Stefan Edberg                    | 8                                |
| 10.                              | Goran Ivanišević                 | 7                                |
| 11.                              | Ivan Lendl                       | 6                                |
| 11.                              | Andre Agassi                     | 6                                |
| 11.                              | Kei Nishikori                    | 6                                |
| îngroșat – jucător activ         |                                  |                                  |

| Cele mai multe titluri la dublu | Cele mai multe titluri la dublu | Cele mai multe titluri la dublu |
| Poz                             | Jucător                         | Titluri                         |
| ------------------------------- | ------------------------------- | ------------------------------- |
| 1.                              | Daniel Nestor                   | 20                              |
| 2.                              | Nenad Zimonjić                  | 17                              |
| 3.                              | Mark Knowles                    | 15                              |
| 4.                              | Bob Bryan                       | 14                              |
| 4.                              | Mike Bryan                      | 14                              |
| 6.                              | Marcelo Melo                    | 10                              |
| 7.                              | Bruno Soares                    | 9                               |
| 7.                              | Lukasz Kubot                    | 9                               |
| 9.                              | Nicolas Mahut                   | 8                               |
| 9.                              | Jamie Murray                    | 8                               |
| 9.                              | Horia Tecău                     | 8                               |
| 9.                              | Jean-Julien Rojer               | 8                               |
| 13.                             | Max Mirnyi                      | 7                               |
| îngroșat – jucător activ        |                                 |                                 |